# Parabolično zrcalo
Parabolično zrcalo ili parabolično ogledalo je zrcalna površina u obliku rotacijskoga paraboloida. Obasjano točkastim izvorom svjetlosti ili drugim elektromagnetskim zračenjem, u žarištu nakon refleksije oblikuje svjetlosni snop usporedan s osi zrcala, a pri prijemu snopa svjetlosti usporedna s osi zrcala, okuplja svjetlosni snop u žarište zrcala.
Zakrivljena zrcala većinom su dijelovi nekih pravilnih ploha, pa tako nastaje sferno zrcalo, elipsoidno zrcalo, paraboloidno zrcalo, hiperboloidno zrcalo i drugo. Optička se zrcala raznoliko primjenjuju, ponajprije u optičkim instrumentima i reflektorima. I u drugim sustavima koji se mogu opisati zakonima sličnim geometrijskoj optici (npr. elektromagnetski ili akustički sustavi) postoje sastavnice koje djeluju kao zrcala.
Parabolično zrcalo je zakrivljenije u sredini nego na rubu. To je potrebno da bi ono moglo paralelne zrake svjetlosti skupljati u jednu točku. Dakle, poprečni presjek zrcala mora biti parabola s tjemenom u središtu zrcala. Razlika između sfernog i paraboličnog zrcala je toliko mala da se mjeri desetinkama mikrometra, ali je zato velika razlika u kvaliteti slike koju daju!

## Primjena

### Reflektorski teleskop
Reflektorski teleskop, čiji je jedan od prvih primjeraka konstruirao 1671. Isaac Newton, zasnivaju se na principu da svjetlost pada u dno tubusa teleskopa, na kojemu se nalazi parabolično ogledalo (primarno zrcalo) i otuda se odbija prema gore, na malo ravno ogledalo (sekundarno zrcalo), koje se nalazi okrenuto pod kutom od 45°. Odatle se šalje bočno, u okular koji povećava sliku. Prednost ovakvog teleskopa je u tome da daje praktično neobojanu sliku, zahvaljujući tome, što ogledalo odbija zrake svih boja na isti način. Samo okular, koji sadrži leće, može unijeti malo boje, ali ako je kvalitetan, to se u praksi i ne primijeti. Suvremena ogledala su napravljena od kvarca, prekrivena izvanredno tankim slojem aluminija ili srebra. Postoje i drugi tipovi teleskopa, pored Newtonovog. U tipovima Gregorijevom i Cassegrainovom, drugo je ogledalo ispupčeno i odbija svjetlost u smjeru jednog otvora, probušenog u sredini glavnog ogledala. U Hershellovom teleskopu, koji je praktično danas napušten, primarno je ogledalo nagnuto, pa nema potrebe za drugim ogledalom.

### PAR reflektori
PAR reflektor (engl. Parabolic Aluminised Reflector) ima žarulja, parabolično ogledalo i leću zataljenu u zajedničkom staklenom balonu. Rezultat je najefikasnije rasvjetno tijelo u scenskoj rasvjeti, jer praktički nema gubitaka svjetla. Ali sve ima svoju cijenu. Dok je Fresnel reflektor svoje mogućnosti kontrole platio smanjenom efikasnošću, PAR reflektori visoku efikasnost plaćaju manjkom kontrole. Primjena PAR reflektora u scenskoj rasvjeti započela je na rock koncertima gdje je potreban uzak i jak snop koji se dobro probija kroz obojene filtere, mala težina koja olakšava montažu, niska cijena koja omogućava velik broj reflektora po produkciji, i relativno slaba žarna nit od 500 ili 1000 W koja se brzo pali i gasi. Filmska i TV rasvjeta su ubrzo prepoznale prednosti ove konstrukcije kada se radi o osvjetljivanju s velike udaljenosti, tako da se danas PAR reflektori primjenjuju u svim granama scenske rasvjete.

### Parabolični kolektor
Parabolični kolektor ili PTC (engl. Parabolic Trough Collector) je vrsta sunčevog kolektora koja se koristi kod sunčevih termoelektrana. On je konstruiran kao parabolično zrcalo (obično prevučeno srebrom ili poliranim aluminijem), u čijem se žarištu nalazi Dewarova cijev ili vakuumirano staklo, čime je moguće spriječiti toplinske gubitke kondukcijom i konvekcijom. Sunčeva svjetlost se odbija od paraboličnog zrcala, nakon čega se koncentrira u žarištu i radno sredstvo (sintetičko ulje, rastopljena sol ili para pod tlakom) unutar vakuumirane staklene cijevi grije i do 400 °C.

### Parabolična antena
Parabolična antena je antena koja koristi parabolični reflektor, površina čiji je poprečni presjek parabola, za usmjeravanje radio valova u jednu točku žarišta. Glavna prednost je visoka usmjerenost, slično kao reflektor projektora ili džepne baterije. Parabolična antena ima jedan od najvećih radnih učinaka od svih vrsta antena. Koristi se za radio, televizijske i druge informatičke komunikacije, te za radar, decimetarske radio valove (300 MHz – 3 GHz) i centimetarske mikrovalove (3 GHz – 30 GHz). Relativno male valne duljine omogućuju najoptimalnije veličine reflektora, da bi se dobio zadovoljavajući signal. S otkrićem prijema satelitskih televizijskih programa, parabolične antene su sveprisutni dio modernog izgleda naselja. Koristi se i za mikrovalni prijenos, radarske antene na tlu i u avionu, bežične WAN/LAN veze, komunikacije za satelitske i svemirske letjelice, te za radio teleskope.

### Olimpijski plamen
Olimpija je poznata je kao poprište Olimpijskih igara tijekom klasičnog doba Grčke, koje su po značaju bile jednako važne kao i Pitijske igre u Delfima. Olimpijski plamen suvremenih Olimpijskih igara nastaje refleksijom Sunčeve svjetlosti u parabolično ogledalo na obnovljenom i obnovljenom stadionu u Olimpiji, te se potom bakljom prenosi u grad u kojem se igre odigravaju.

## Povijest
Način rada paraboličnog zrcala je bio poznat još u staroj Grčkoj, gdje je starogrčki matematičar Diokl opisao i dokazao da paralne zrake svjetlosti koje upadaju u parabolično zrcalo, se skupljaju u jednu točku ili žarište. Za Arhimeda se tvrdi da je upotrijebio parabolična zrcala za vrijeme opsade Sirakuze, kada je upotrijebio Sunčevu svjetlost, koja se fokusirala na zrcalima i tako potopila protivničke brodove. Marin Getaldić, hrvatski matematičar i fizičar, u svoje vrijeme najistaknutiji hrvatski znanstvenik, konstruirao je parabolično ogledalo promjera 2/3 metra, koje se i danas čuva u Pomorskom muzeju u Londonu. 
Paraboličnim se je zrcalom bavio u djelu Nonnullae propositiones de parabola  (hrvatski: Nekoliko napomena o paraboli) iz 1603. godine.
James Gregory je konstruirao Gregoryjev teleskop, koji koristi parabolično zrcalo da bi popravio sferičnu aberaciju (grješku), a i kromatsku aberaciju na dotadašnjim teleskopima. Isaac Newton je isto iskoristio parabolično zrcalo za konstrukciju Newtonovog teleskopa. Svjetionici su koristili isto parabolična zrcala, da bi izvor svjetlosti pretvorili u usporedne zrake svjetlosti, a kasnije sui h zamijenile Fresnelove leće u 19. stoljeću.